# Mercedes-Benz W209
Mercedes-Benz W209 — сімейство автомобілів марки Mercedes-Benz класу CLK, що прийшло на зміну моделі Mercedes-Benz W208. Випуск автомобілів тривав до березня 2010 року. На зміну йому прийшла модель Mercedes-Benz W207. Виробляли дві серії автомобілів: C209 і A209. Також виготовлявся автомобіль CLK 55 AMG.

## Історія

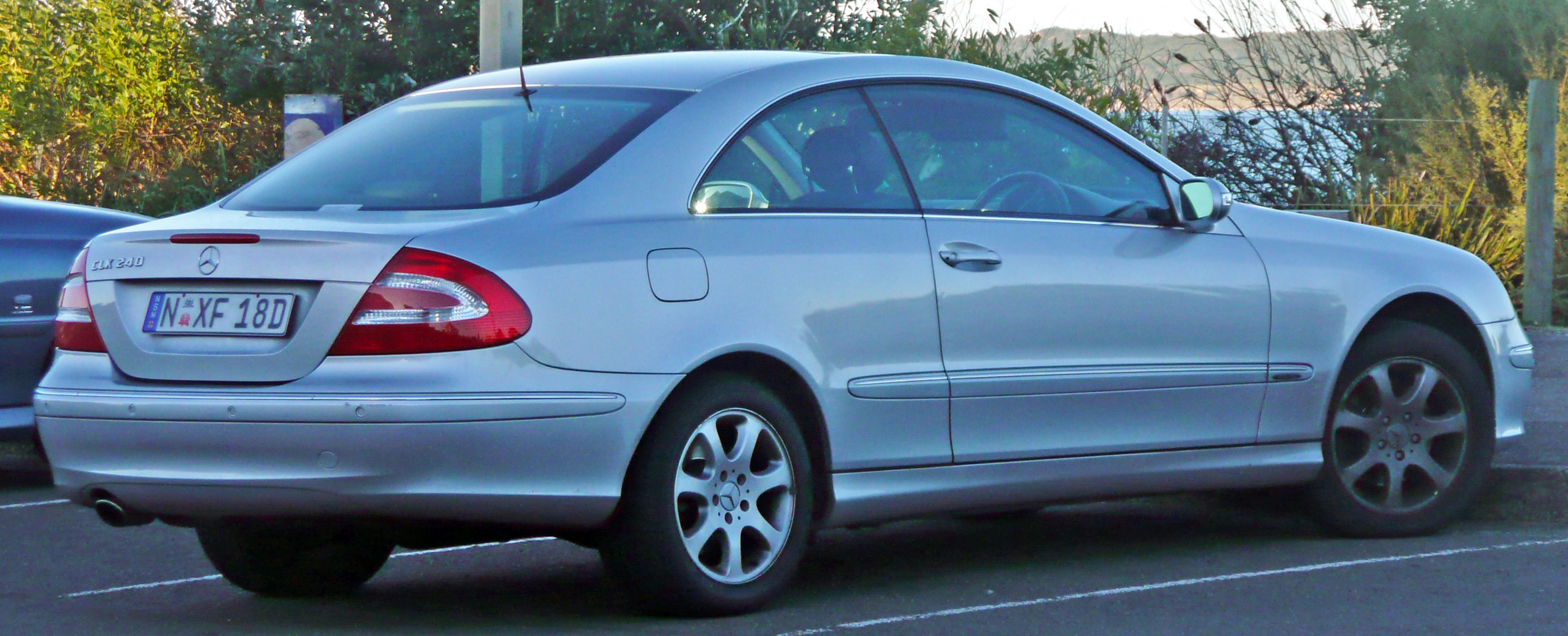
Mercedes-Benz CLK 240 Coupé (2003–2005)

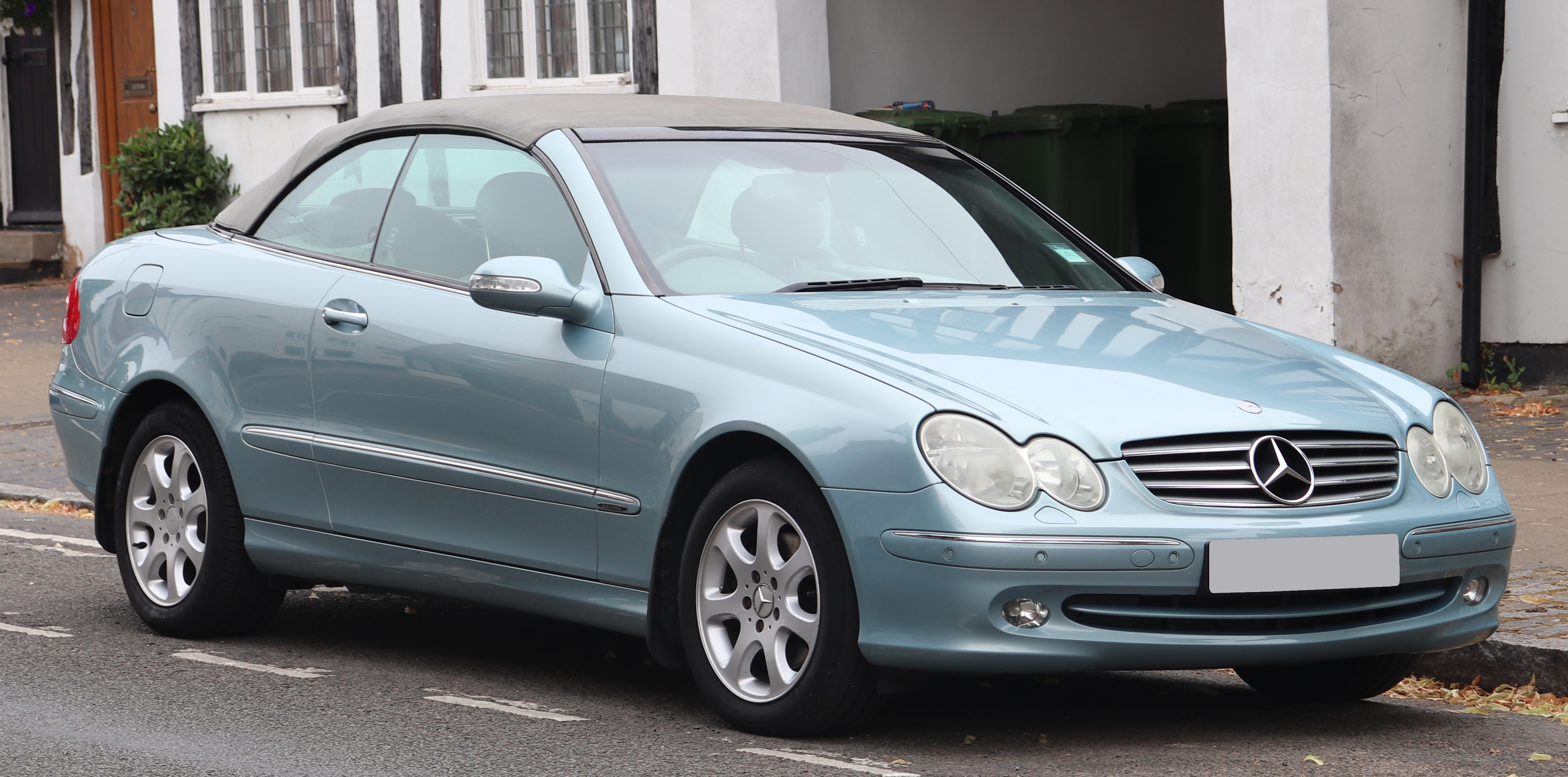
Mercedes-Benz CLK 320 Cabrio (2003–2005)

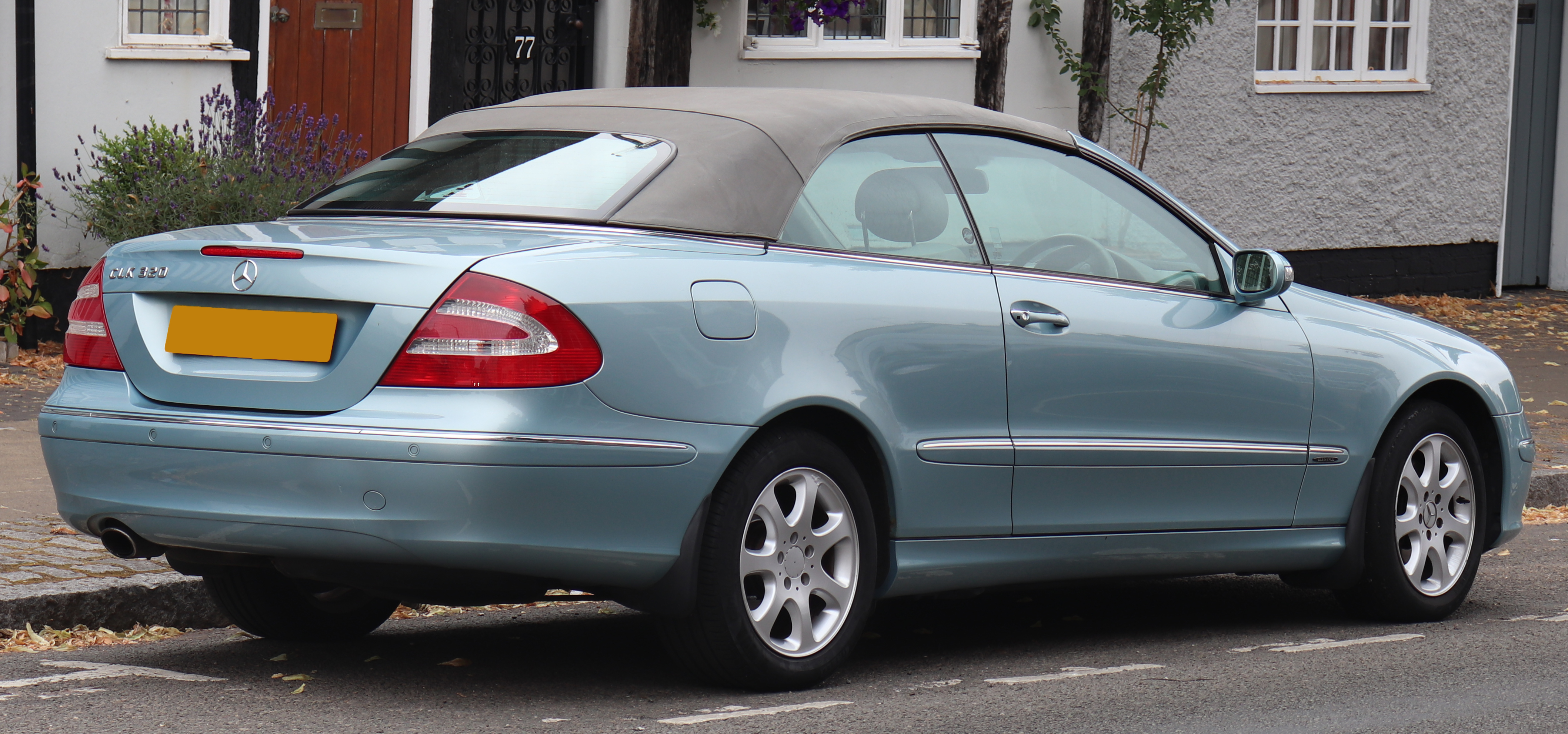
Mercedes-Benz CLK 320 Cabrio (2003–2005)

Mercedes-Benz W208 модернізувався і в 2002 році з'явився автомобіль класу CLK другого покоління. Автомобіль був зроблений на платформі автомобіля C-класу Mercedes-Benz W203. CLK-легке компактне купе, яким є автомобіль. Тому він і відноситься до цього класу. Практично аналогічна по платформі машина - 3-дверний хетчбек Sport Coupe С-класу. В салоні переважає дизайн С-класу, але більш багатий. Тут вже була дистанційна система Keyless-Go, замість ключа запалювання. А двигун включався кнопкою, яка перебувала на важелі коробки передач. Автомобіль виготовлявся в двох варіантах кузова купе (С209) та кабріолет (A209). Були передбачені варіанти комплектації з бензиновими і дизельними двигунами від чотирьох циліндрів до восьми. Найбільш серйозною технічною новинкою, яка вперше з'явилася на цьому автомобілі, став 1,8-літровий двигун, оснащений системою безпосереднього уприскування бензину в камери згоряння. Це - перший мотор від Mercedes-Benz такого типу.
Виробництво було налагоджено на заводі в Бремені, Німеччина, куди було вкладено близько 300 мільйонів євро.
У березні 2003 року на весняному салоні в Женеві дебютував Mercedes CLK Cabriolet.
Автомобіль 2004 року став останнім в історії марки Mercedes-Benz, на якому була встановлена мультимедійна система, під'єднана за допомогою оптичного кабелю D2B (від англ. Digital Data Bus), представленого близько 10 років тому. У цьому ж році була представлена спортивна модифікація CLK DTM AMG. Купе позбулося майже всієї обробки салону - можна було навіть замовити спортивні ковші з фіксованою спинкою. Кузовні панелі замінили на більш легкі і широкі, щоб прикрити випирають колеса - колію збільшили на 66 міліметрів спереду і на 75 міліметрів ззаду.

### Рестайлінг 2005
У 2005 році автомобіль зазнав рестайлінг. Оновлена модель була представлена широкій публіці ще в 2005 році на Женевському автосалоні. У продаж автомобіль надійшов через рік. Нова модифікація крім невеликих змін в зовнішності отримав систему мультимедіа, що працює за допомогою технології MOST (англ. Media Oriented Serial Transport), а також доступними на замовлення DVD-навігацією і інтеграцією з пристроями iPod. Модельний ряд двигунів поповнився вдосконаленим 3,5-літровим V6 двигуном. Модель CLK320 була замінена на CLK 350. На кермове колесо моделі CLK 500 встановили підкермові перемикачами від AMG модифікації, а також замінили коробку передач на нову - 7G-Tronic.
У 2007 році модель CLK 500 стала іменуватися CLK 550, а високопродуктивну версію CLK 55 AMG замінили на CLK 63 AMG.
У січні 2009 року припинився випуск цієї моделі. На заміну їй прийшли купе E-класу С207 та C-класу С204.
Прямими конкурентами на ринку були Volvo C70 та BMW 3 Серії.

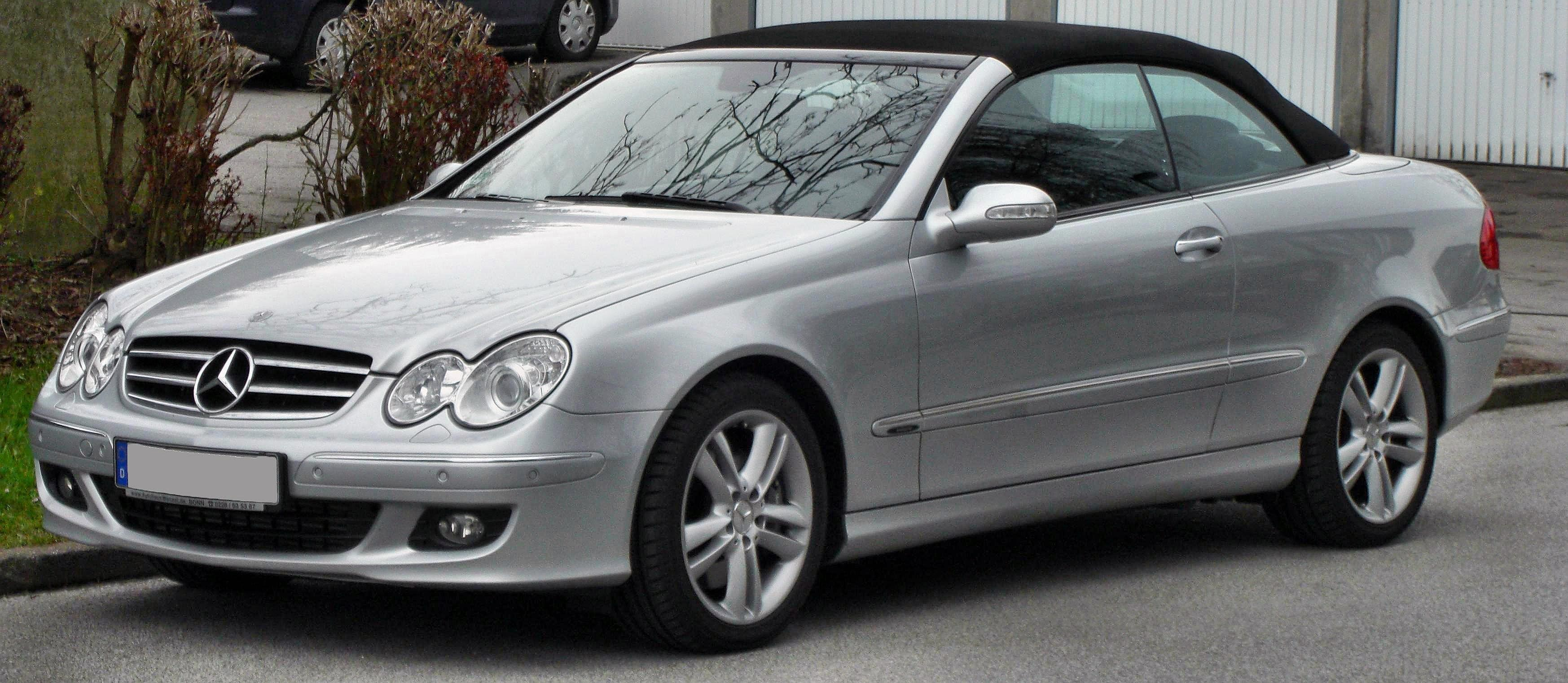
Mercedes-Benz CLK 320 CDI Cabrio (2005–2010)
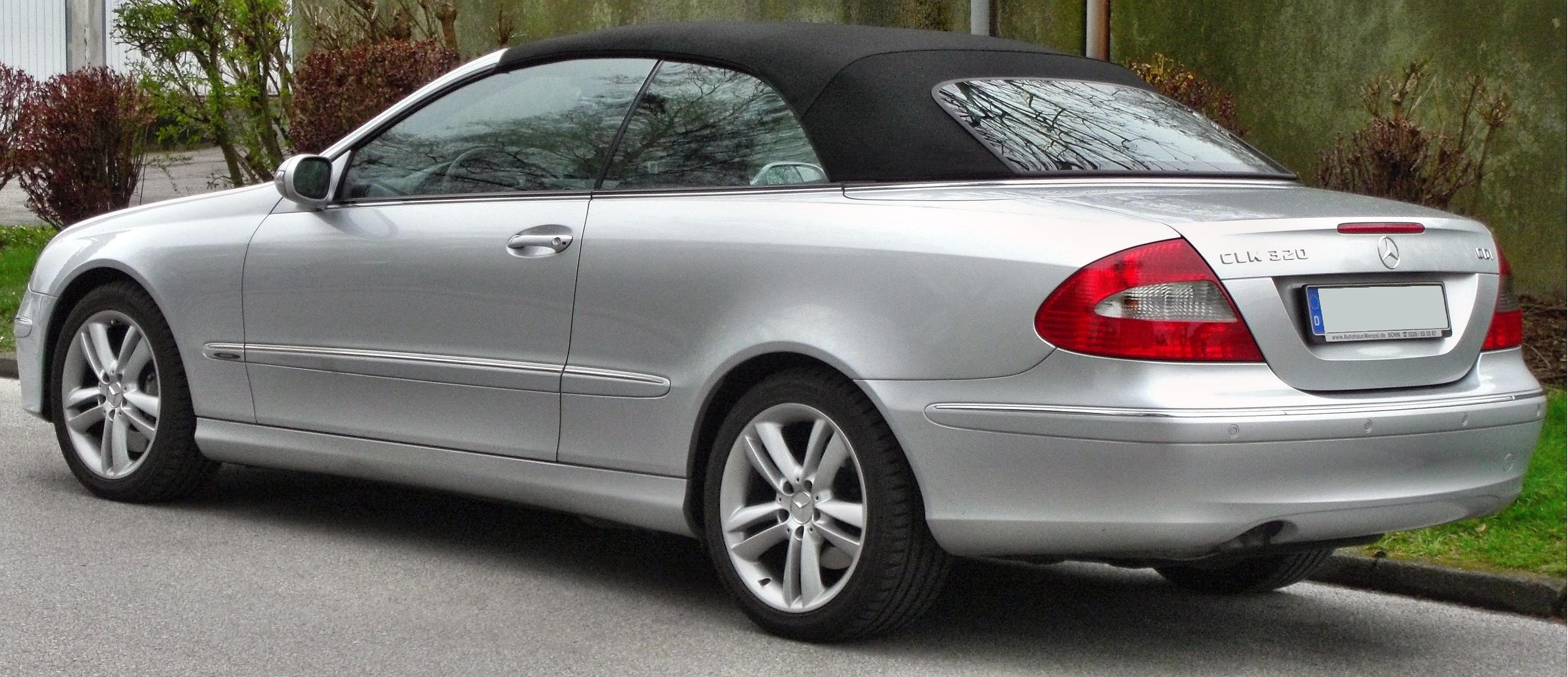
Mercedes-Benz CLK 320 CDI Cabrio (2005–2010)
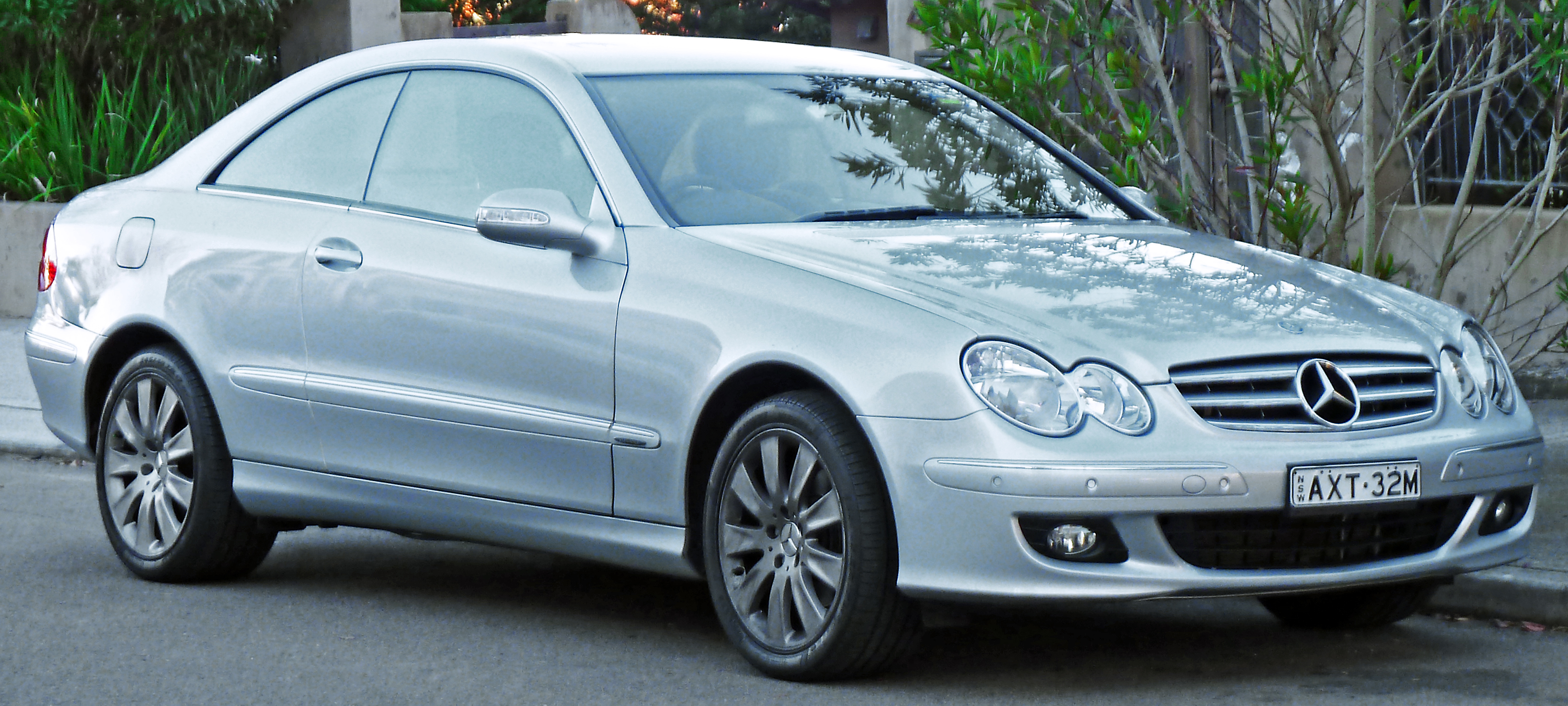
Mercedes-Benz CLK 280 Coupé (2005–2009)
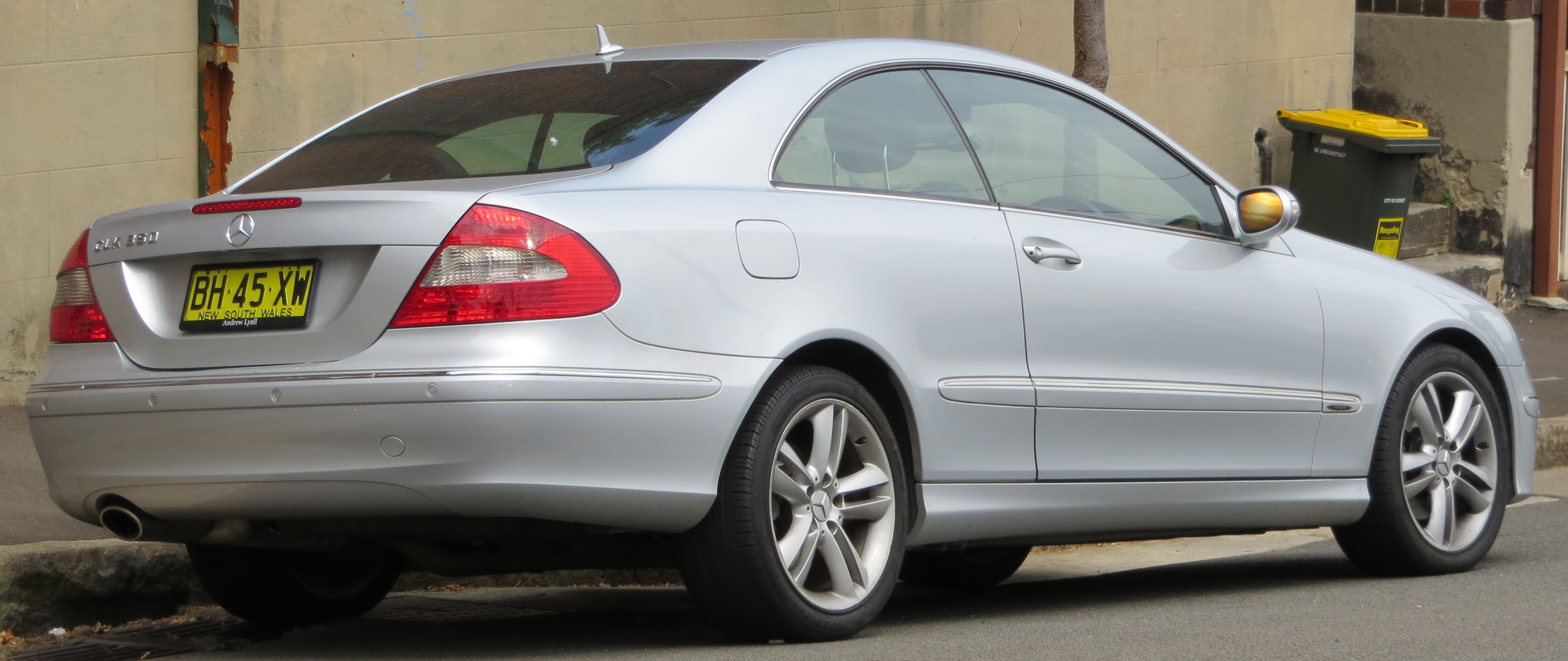
Mercedes-Benz CLK 350 Coupé (2005–2009)

## Опис

### Екстер'єр
Кузов автомобіля Mercedes-Benz W209, зроблений за типом хард-топ (без центральної стійки), на 71 мм (2,4 дюйми) довший, 18 мм (0,7 дюйми) ширше і 28 мм (1,1 дюйми) вище, ніж його попередник. Зовнішній дизайн запозичений у Mercedes-Benz R230, Mercedes-Benz C215 та Mercedes-Benz W203, на основі якого і зібраний автомобіль (той самий профіль передньої оптики, схожа конструкція кузова, форма бамперів тощо). Кабріолети оснащувалися м'яким дахом, що складається, керованим дистанційно.
Завдяки рестайлінгу 2005 року автомобіль отримав новий передній бампер, нову решітку радіатора, оновлені задні ліхтарі та видозмінені колісні диски.
Модель випускалася в двох лініях виконання: ELEGANCE (легкосплавні колісні диски з 7-спицевим дизайном, сіра решітка радіатора з декоративним хромованим оздобленням, тоноване скло зеленого відтінку, 4 кольори інтер'єру на вибір, дерев'яне оздоблення салону з декоративними хромованими смугами) і AVANTGARDE (легкосплавні колісні диски з 5-спицевим дизайном, чорна решітка радіатора з декоративним хромованим оздобленням, тоноване скло блакитного відтінку, 2 кольори інтер'єру на вибір + 3 колірні комбінації, алюмінієве оздоблення салону ellypta з декоративними хромованими смугами). З 2006 року з'явився спортивний пакет AMG.

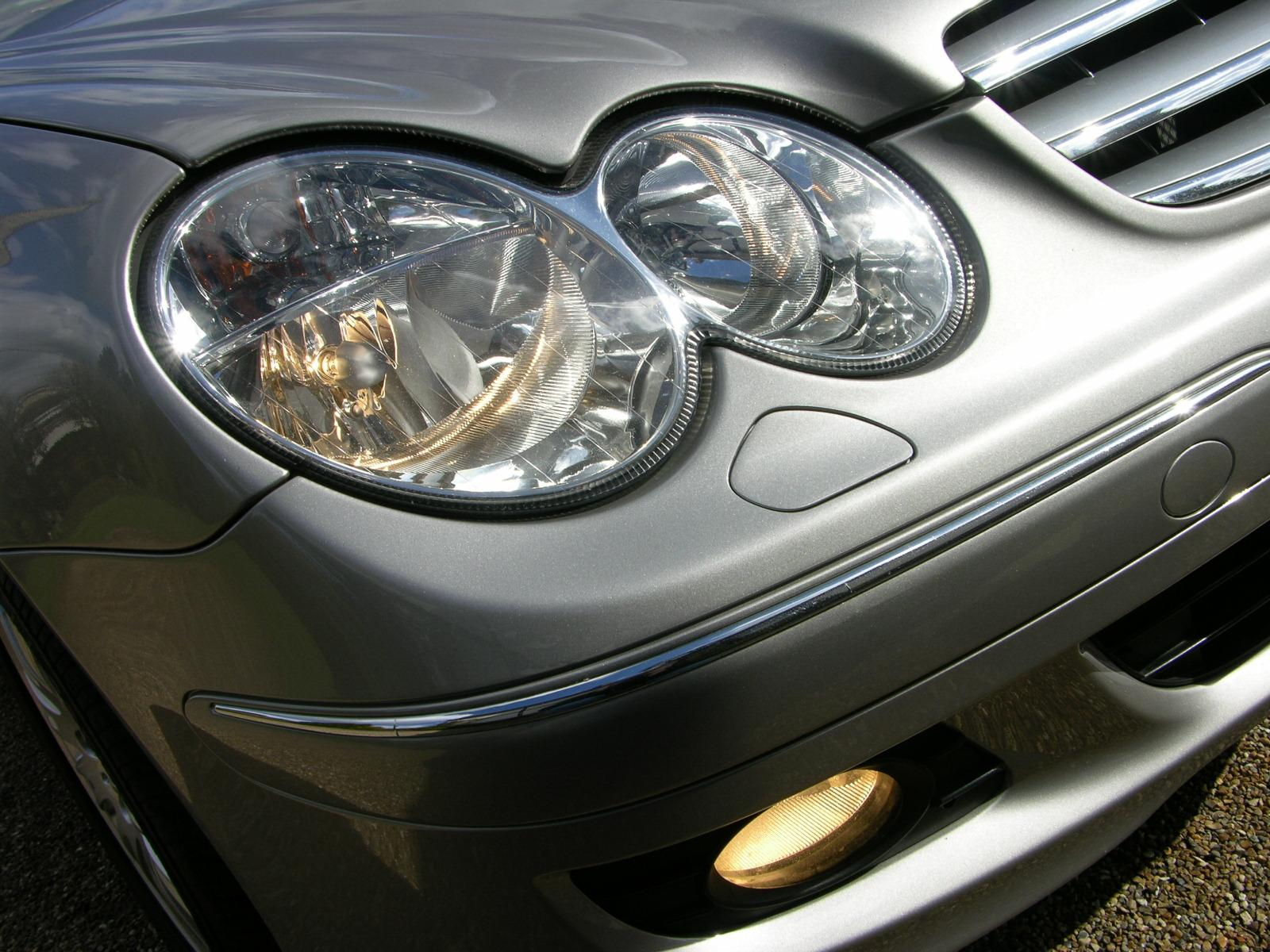
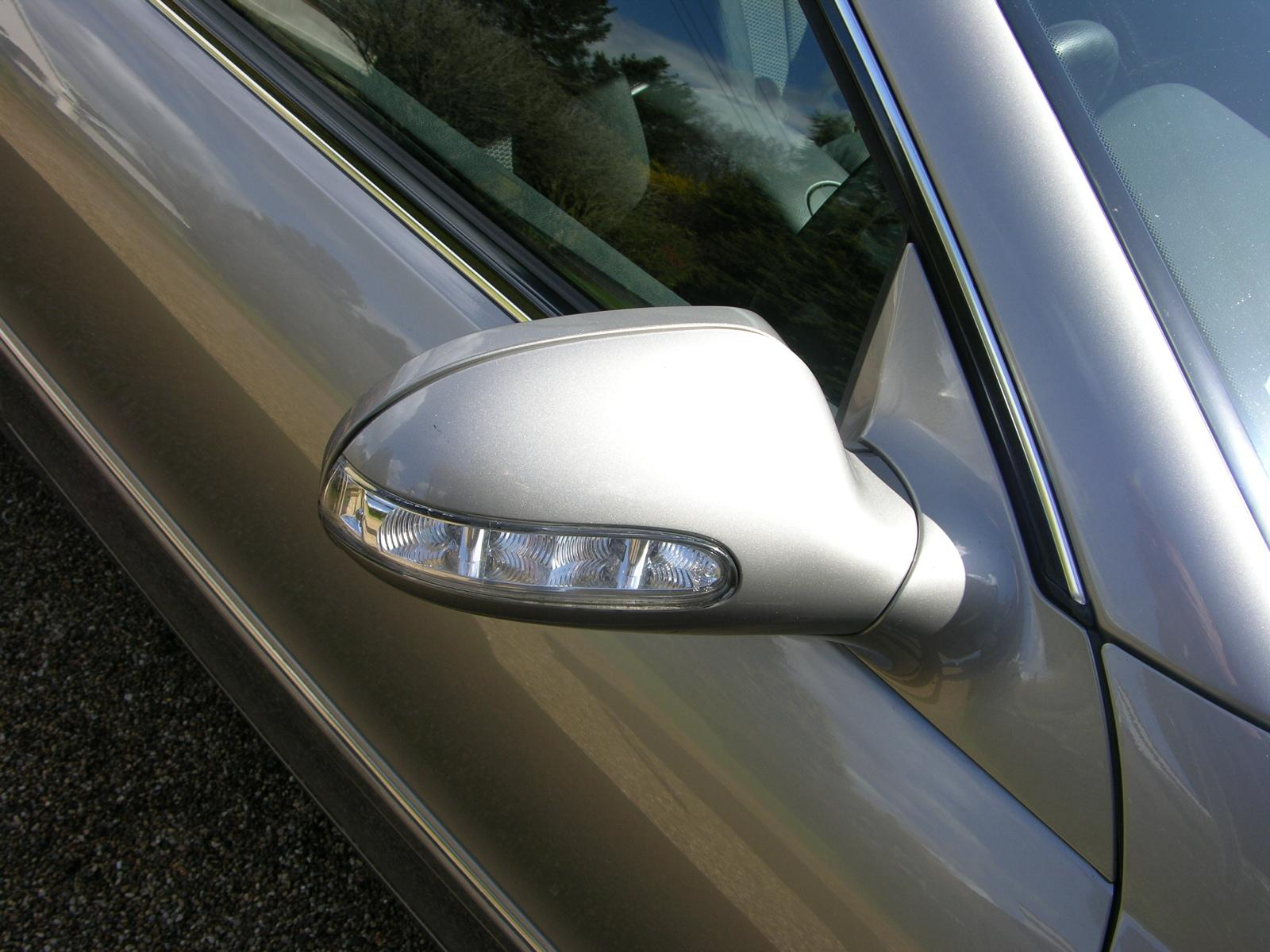
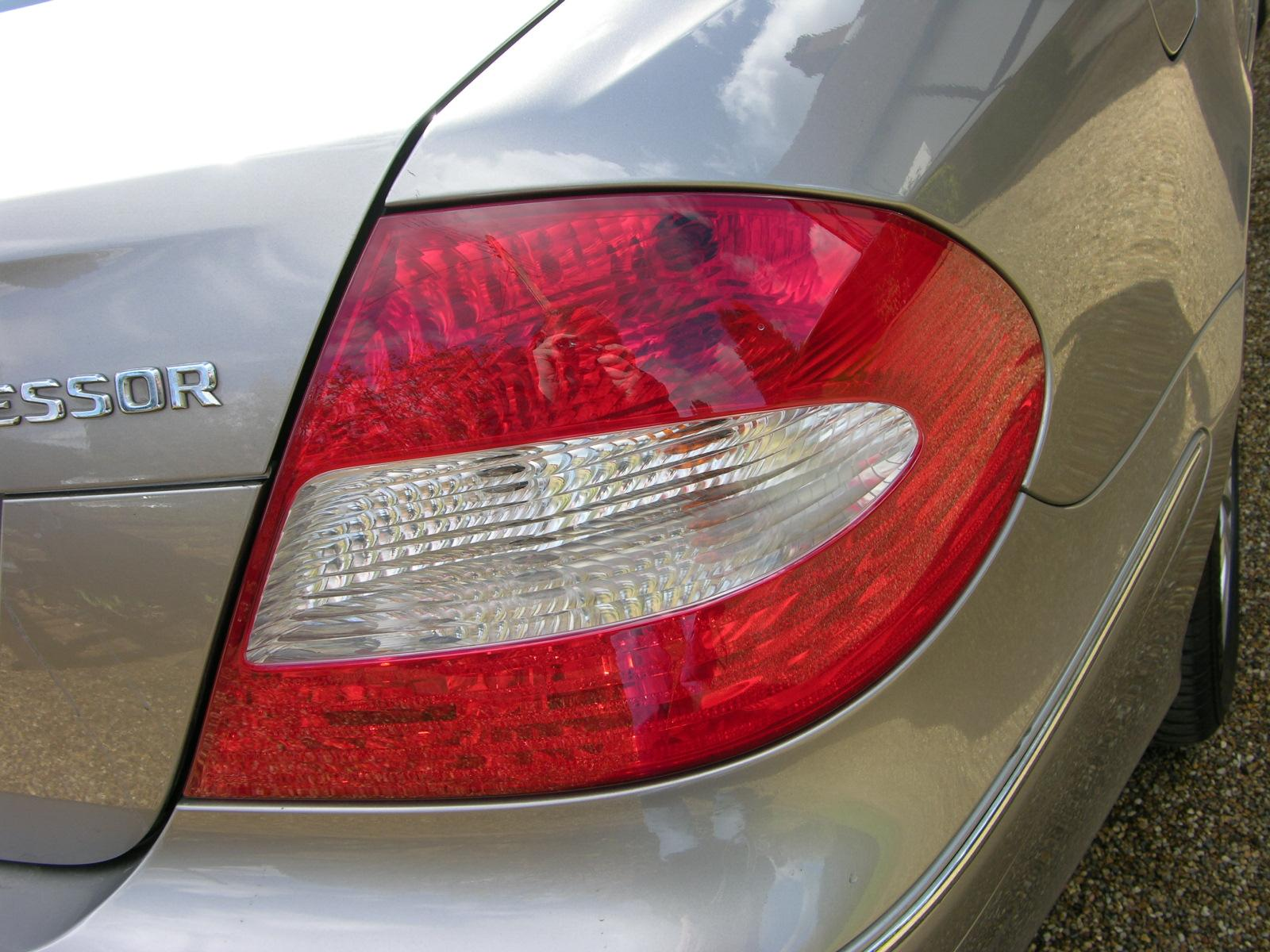
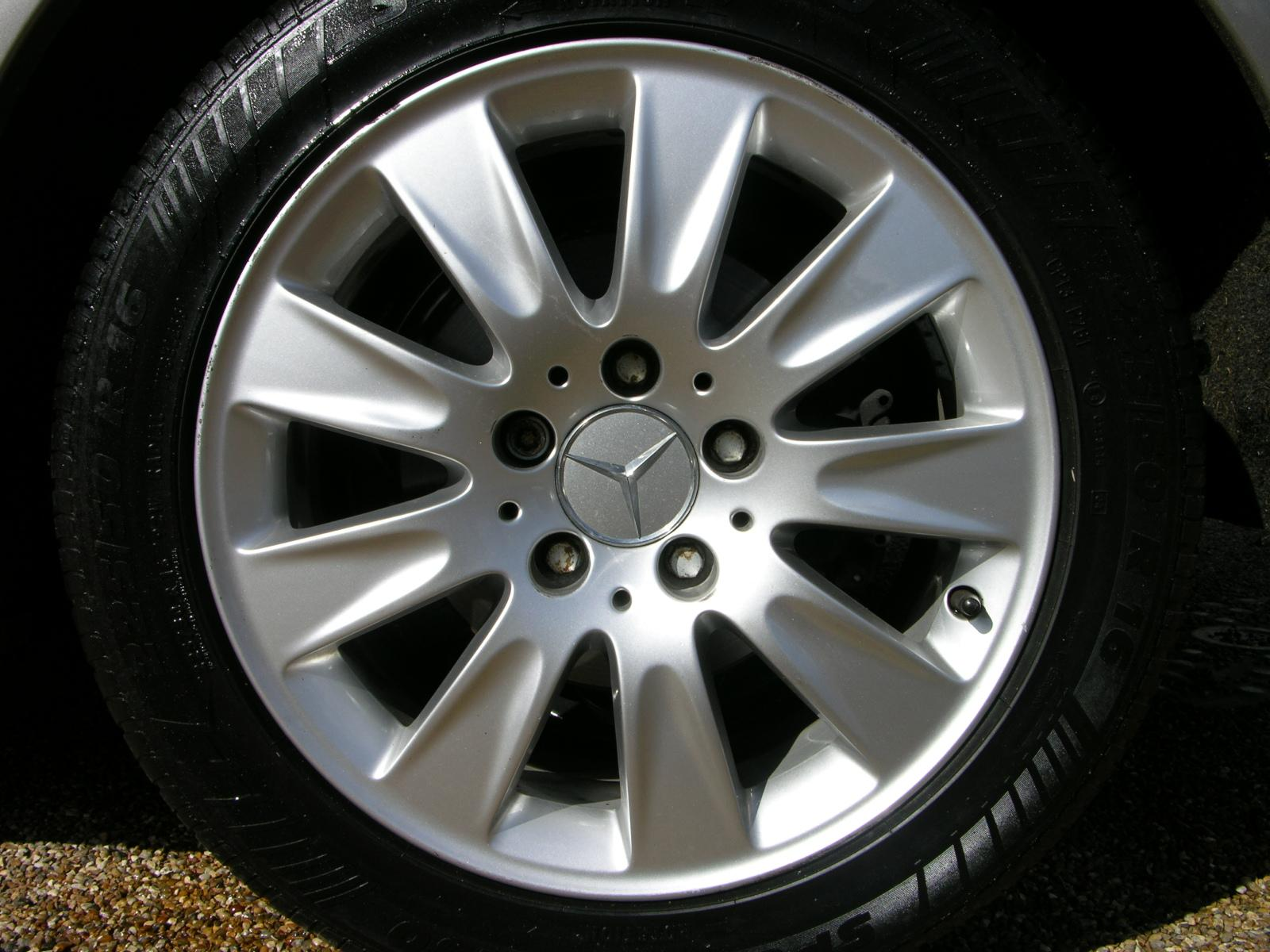

### Інтер'єр
В інтер'єрі автомобіля Mercedes-Benz W209 переважають дизайнерські рішення С-класу, проте виглядають вони багатшими. Покупцям була доступна дистанційна система Keyless-Go, яка замінює ключ запалення. Увімкнення двигуна могло здійснюватися за допомогою кнопки, що розташувалася на важелі коробки. Автомобіль мав солідний для свого класу 390-літровий багажник, більш просторі задні сидіння, на яких з комфортом могли розміститися двоє дорослих пасажирів. Для ринку США випускалися моделі зі шкіряною оббивкою горіхового кольору.
Рестайлінг 2005 року привніс зміни до інтер'єру автомобіля: оновився зовнішній вигляд приладової панелі, матеріали обробки замінили на якісніші та сучасніші. З'явився варіант обробки шкірою з тонким відстроченням.
У Європу постачали дві версії автомобіля: перша була з ухилом на розкіш (салон кольору волоського горіха, поліровані колісні диски та інші елементи), друга — на спортивність та агресивність. Система Keyless Go, система навігації, системи Parktronic, і фари Bi-Xenon HID всі наявні як опція.

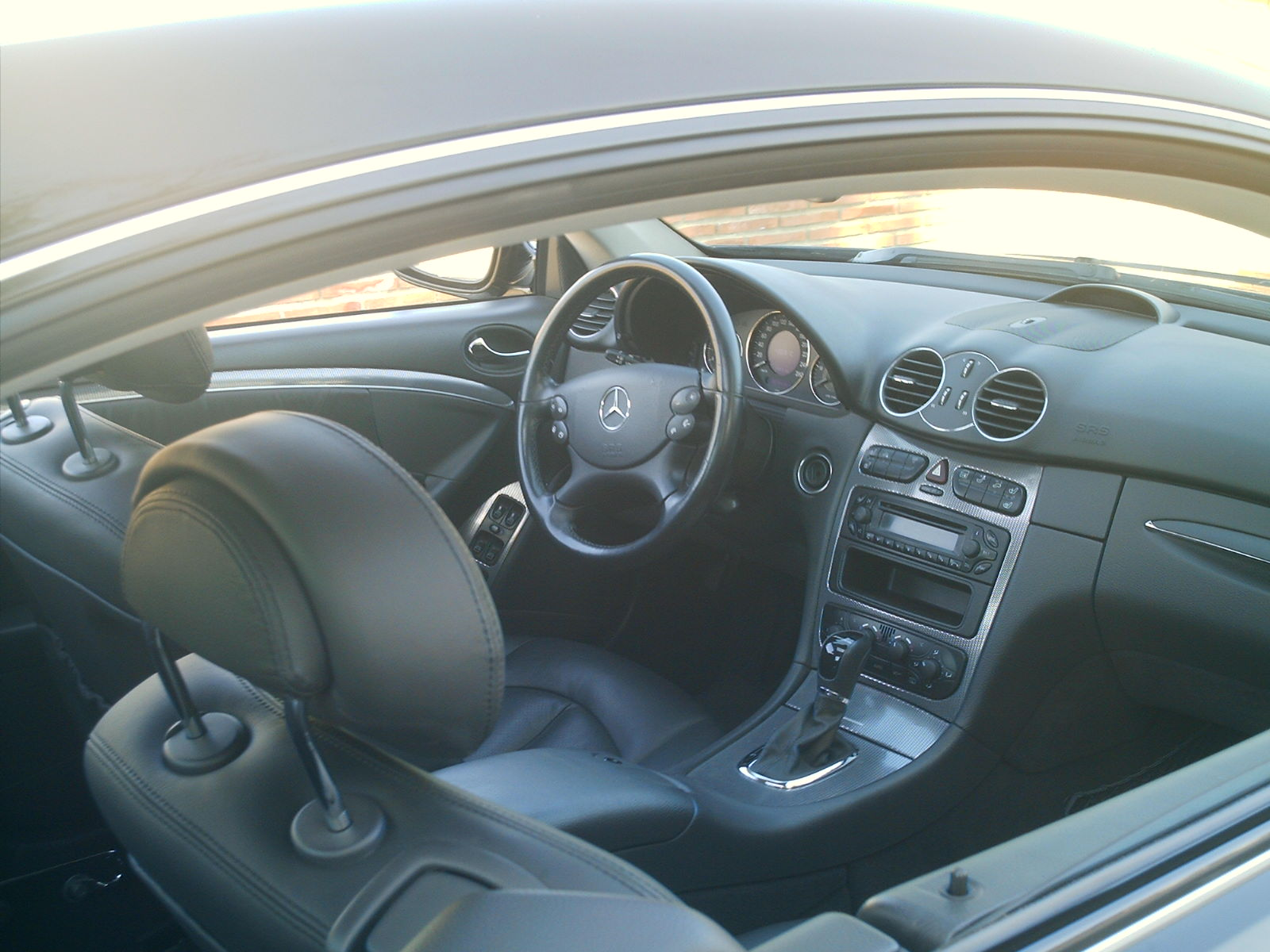
салон (2003–2005)
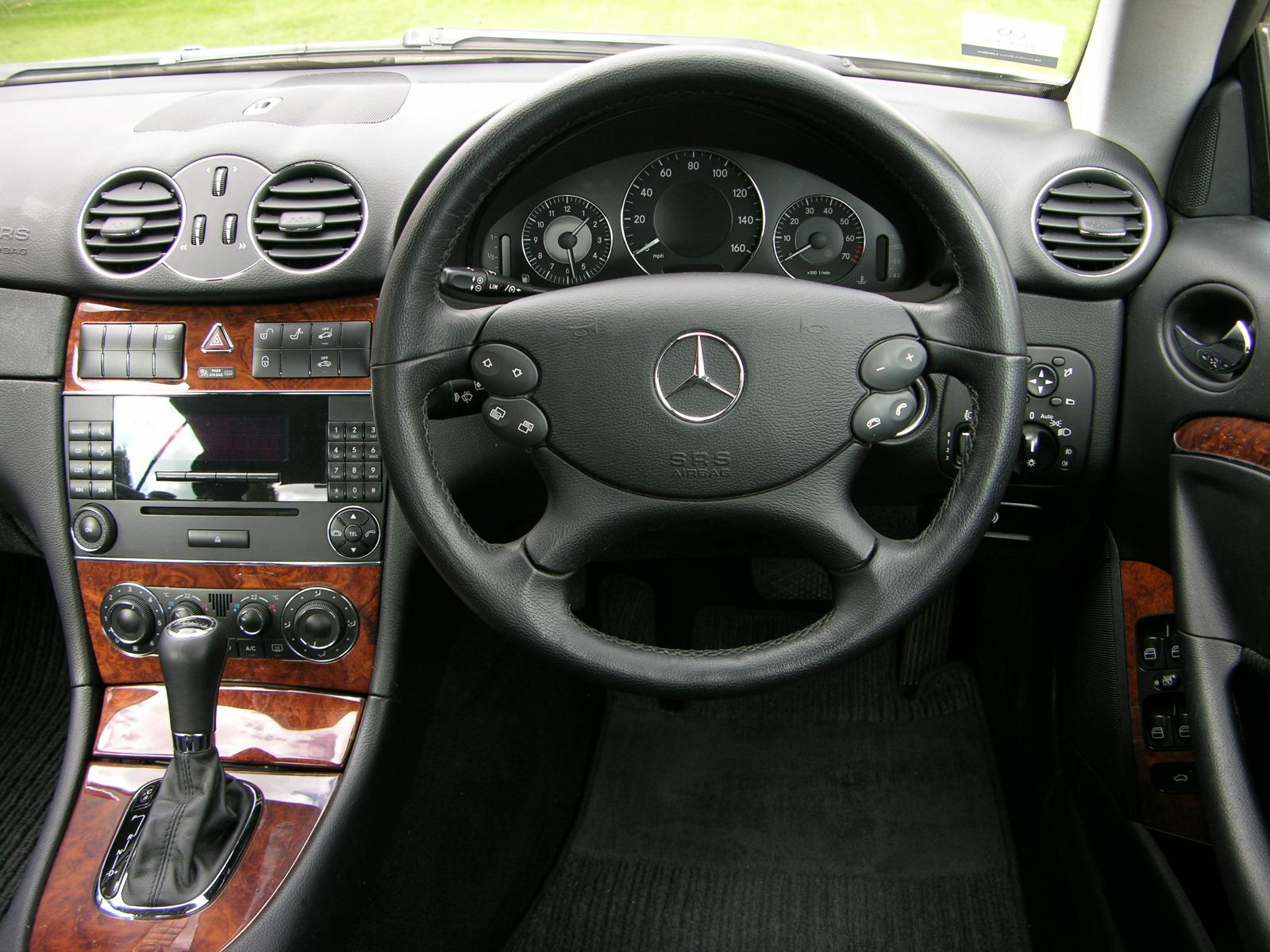
салон (2005–2010)
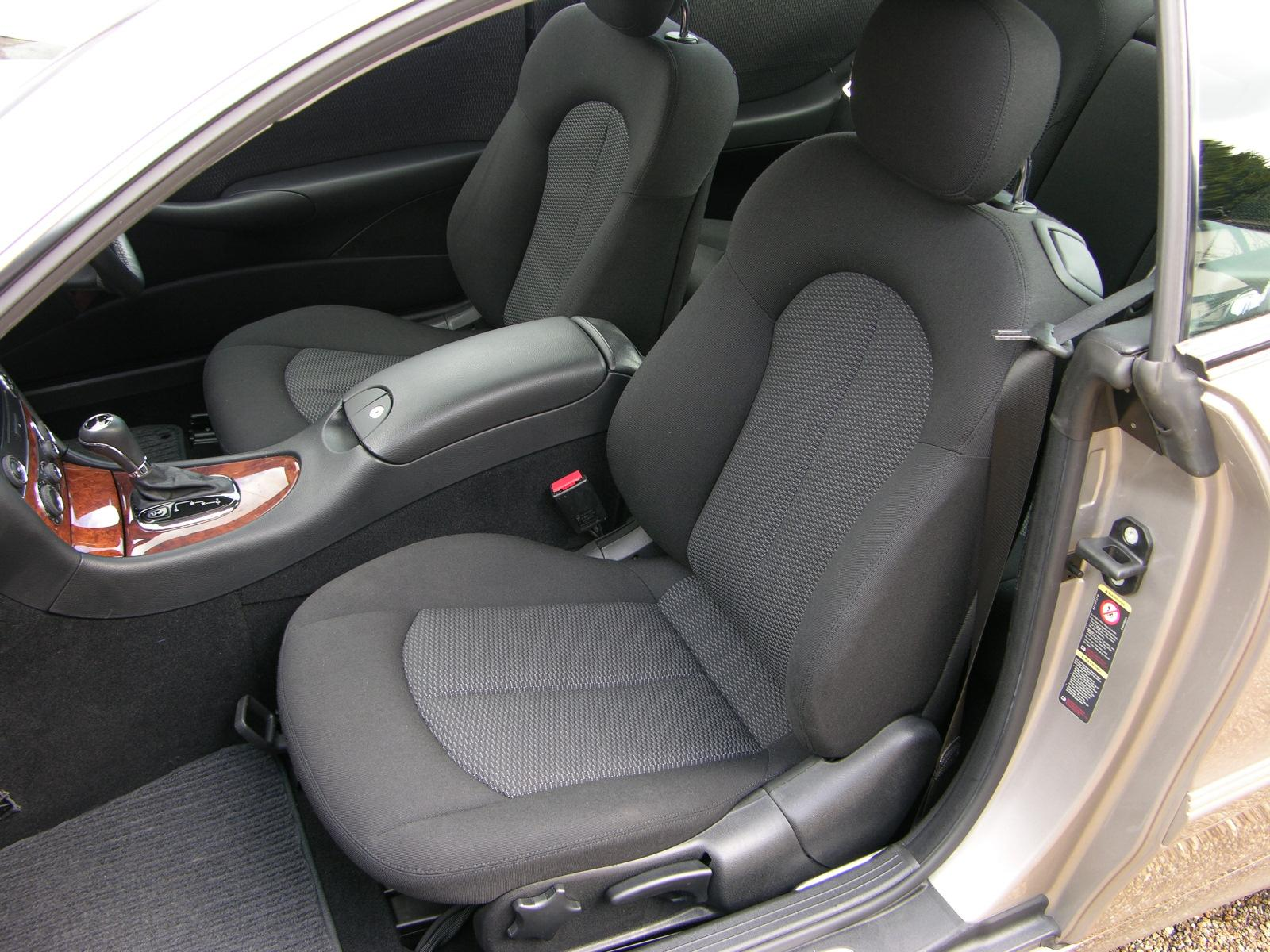
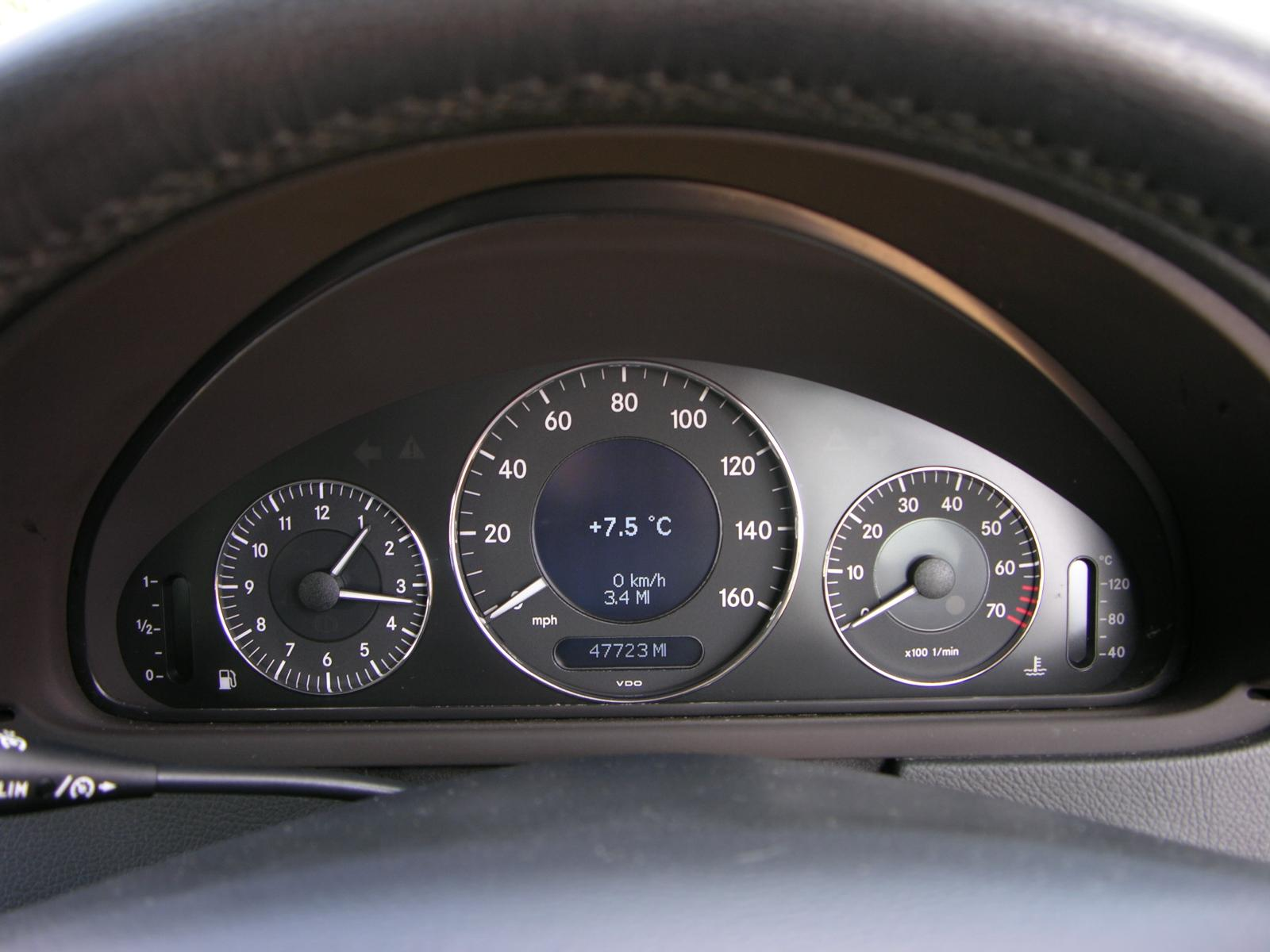

### Двигуни
Автомобіль випускався як із бензиновими, так і з дизельними силовими агрегатами. Крім стандартних модифікацій, W209 випускався у високопродуктивних версіях від підрозділу Mercedes-AMG.

#### Бензинові
| Модель                  | Двигун       | Рабочий об'єм | Конфігурація / Клапанів | Потужність @ об/хв        | Крутний момент @ об/хв | Разгін 0–100 км/год      | Роки виробництва | Модифікації     |
| ----------------------- | ------------ | ------------- | ----------------------- | ------------------------- | ---------------------- | ------------------------ | ---------------- | --------------- |
| CLK 200 Kompressor      | M271 E18 ML  | 1796 см3      | І4/16                   | 120 кВт (163 к.с.) / 5500 | 240 Н·м / 3000         | 9,3 с                    | 09.2002–09.2006  | купе, кабріолет |
| CLK 200 Kompressor      | M271 E18 ML  | 1796 см3      | І4/16                   | 135 кВт (184 к.с.) / 5500 | 250 Н·м / 2800–5000    | 8,8 с/ (9,1 с)           | 10.2006–03.2010  | купе, кабріолет |
| CLK 200 CGI             | M271 DE18 ML | 1796 см3      | І4/16                   | 125 кВт (170 к.с.) / 5300 | 250 Н·м / 3000         | 9,2 с                    | 07.2003–05.2005  | купе            |
| CLK 240                 | M112 E26     | 2597 см3      | V6/18                   | 125 кВт (170 к.с.) / 5500 | 240 Н·м / 4500         | 9,2 с                    | 06.2002–05.2005  | купе, кабріолет |
| CLK 280                 | M272 E30     | 2996 см3      | V6/24                   | 170 кВт (231 к.с.) / 6000 | 300 Н·м / 2500–5000    | 7,4 с/ (7,4 с) / [7,2 с] | 06.2005–03.2010  | купе, кабріолет |
| CLK 320                 | M112 E32     | 3199 см3      | V6/18                   | 160 кВт (218 к.с.) / 5700 | 310 Н·м / 3000–4600    | (7,9 с)                  | 06.2002–05.2005  | купе, кабріолет |
| CLK 350                 | M272 E35     | 3498 см3      | V6/24                   | 200 кВт (272 к.с.) / 6000 | 350 Н·м / 2400–5000    | (6,4 с) / [6,2 с]        | 06.2005–03.2010  | купе, кабріолет |
| CLK 500                 | M113 E50     | 4966 см3      | V8/24                   | 225 кВт (306 к.с.) / 5600 | 460 Н·м / 2700–4250    | (6,0 с) / [5,9 с]        | 06.2002–05.2006  | купе, кабріолет |
| CLK 500 CLK 550         | M273 E55     | 5461 см3      | V8/32                   | 285 кВт (388 к.с.) / 6000 | 530 Н·м / 2800–4800    | (5,2 с) / [5,0 с]        | 06.2006–03.2010  | купе, кабріолет |
| CLK 55 AMG              | M113 E55 EVO | 5439 см3      | V8/24                   | 270 кВт (367 к.с.) / 5750 | 510 Н·м / 4000         | 5,2 с                    | 09.2002–05.2006  | купе, кабріолет |
| CLK 63 AMG              | M156 E63     | 6208 см3      | V8/32                   | 354 кВт (481 к.с.) / 6800 | 630 Н·м / 5000         | [4,7 с]                  | 06.2006–03.2010  | купе, кабріолет |
| CLK 63 AMG Black Series | M156 E63     | 6208 см3      | V8/32                   | 373 кВт (507 к.с.) / 7200 | 630 Н·м / 5250         | (4,3 с) / [4,1 с]        | 05.2007–05.2009  | купе            |
| CLK DTM AMG             | M113 E55 ML  | 5439 см3      | V8/24                   | 428 кВт (582 к.с.) / 6100 | 800 Н·м / 3500         | (3,9 с)                  | 06.2004–05.2006  | купе, кабріолет |

#### Дизельні
| Модель      | Двигун        | Рабочий об'єм | Конфігурація / Клапанів | Потужність @ об/хв        | Крутний момент @ об/хв                    | Разгін 0–100 км/год | Роки виробництва | Модифікації     |
| ----------- | ------------- | ------------- | ----------------------- | ------------------------- | ----------------------------------------- | ------------------- | ---------------- | --------------- |
| CLK 220 CDI | OM646 DE22 LA | 2148 см3      | І4/16                   | 110 кВт (150 к.с.) / 4200 | 340 Н·м / 2000                            | 10,2 с/ (10,4 с)    | 01.2005–05.2009  | купе            |
| CLK 270 CDI | OM612 DE27 LA | 2685 см3      | І5/20                   | 125 кВт (170 к.с.) / 4200 | 400 Н·м / 1800                            | 9,2 с               | 10.2002–05.2005  | купе            |
| CLK 320 CDI | OM642 DE30 LA | 2987 см3      | V6/24                   | 165 кВт (224 к.с.) / 3800 | 415 Н·м / 1400–3800 (510 Н·м / 1600–2800) | 8,2 с/ (6,9 с)      | 01.2005–03.2010  | купе, кабріолет |

### Шасі

#### Підвіска
Передня підвіска Mercedes-benz W209 – триважільна типу McPherson, з гвинтовими пружинами, газонаповненими амортизаторами та стабілізатором поперечної стійкості. Задня підвіска - багатоважільна незалежна, також із гвинтовими пружинами, газонаповненими амортизаторами та стабілізатором поперечної стійкості.

#### Кермо
Кермове колесо з рейковим механізмом.

#### Трансмісія
Базові моделі Mercedes-Benz W209 оснащувалися 6-ступінчастою механічною та 5-ступінчастою автоматичною коробкою передач 5G-Tronic, на спортивні модифікації встановлювали 7-ступінчасту АКПП 7G-Tronic.

#### Гальмівна система
На автомобілі встановлена гідравлічна двоконтурна гальмівна система з вакуумним підсилювачем, вентильовані передні (діаметром 345 мм) та твердотілі задні (діаметром 300 мм) дискові гальма, барабанне гальмо стоянки. З електронних систем присутні антиблокувальна гальмівна система (ABS), Brake Assist та електронний контроль стійкості (ESP). Система ESP не може бути повністю виключена - вона використовується автоматично.

#### Колеса
Автомобіль оснащувався 16- (7 J x 16 передні та 8 J x 16 задні) та 17-дюймовими (7.5 J x 17 передні та 8.5 J x 17 задні) колісними дисками. Шини: передні – 205/55 R16, задні – 225/50 R16 для 16-дюймових дисків, передні – 225/45 R17, задні – 245/40 R17 для 17-дюймових дисків.
На високопродуктивні модифікації на кшталт CLK 55 AMG встановлювали 18-дюймові диски (7.5 J x 18 передні та 8.5 J x 18 задні) з 225/40 R18 передніми та 255/35 R18 задніми шинами.

## Характеристика
Всі моделі поставляються з чотирма бічними подушками безпеки. Європейські автомобілі значно відрізняються, і, як правило, змінюються в залежності від потреб покупця.

## Модифікації

### CLK 55 AMG

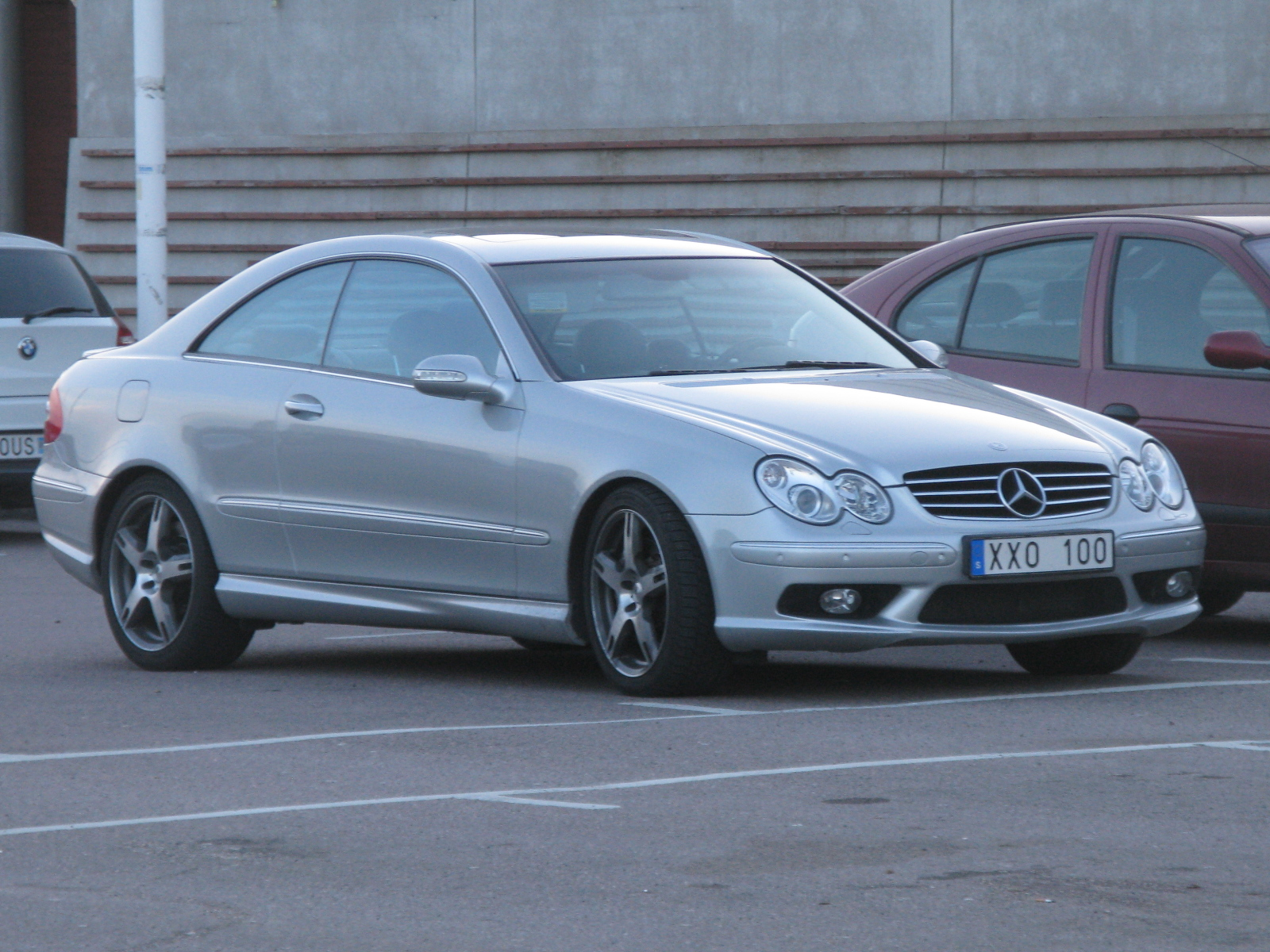
Mercedes-Benz CLK 55 AMG

CLK 55 AMG оснащувався 5,4-літровим двигуном V8 (звідки й назва). Список обладнання вважається, як у гоночного автомобіля: супер-жорстка заготовка колінчастого вала. Комплекс Dual-резонансний впускний колектор з ретельно налаштованим бігуном сприяє створенню вибухонебезпечної ступені стиснення 10,5:1 яка в основному забезпечує потужність 367 к.с. (274 кВт) і 376 фунтів (510 Нм) крутного моменту. Автомобіль оснащений п'ятиступінчастою автоматичною коробкою передач. Використовується коробка передач в моделях S-класу V12, тому що вона може приймати крутний момент. Модель повністю оснащена електронним управлінням, і є сильніша, ніж CLK 500. Стандартні тяги зменшують прослизання коліс до мінімуму, а електронна програма стабілізації (ESP) зберігає CLK по прямому шляху. Використовується стандартне шасі CLK, хоча в той час як поточна версія заснована не на платформі нового С-класу, версія CLK від AMG пропонує деякі спеціальні компоненти шасі. Незалежна підвіска в основному така ж, як у меншій CLK версії, але AMG відповідає більш високим рейтингом пружини, більш жорсткими ударними клапанами і жорсткішими втулками підвіски. Автомобіль комплектується низькопрофільними шинами ZR-Rated. Гальма були також посилені. Величезні чотирьох-колісні диски більші і товщі, ніж в інших CLK. Антиблокувальна гальмівна система є стандартною, а в Brake Assist застосовується повне гальмівне. На Моноблок AMG литих дисків, 7.5 передні і 8.5 ззаду, оснащуються з 225/45ZR17 і 245/40ZR17 Michelin Pilots.

### CLK 63 AMG

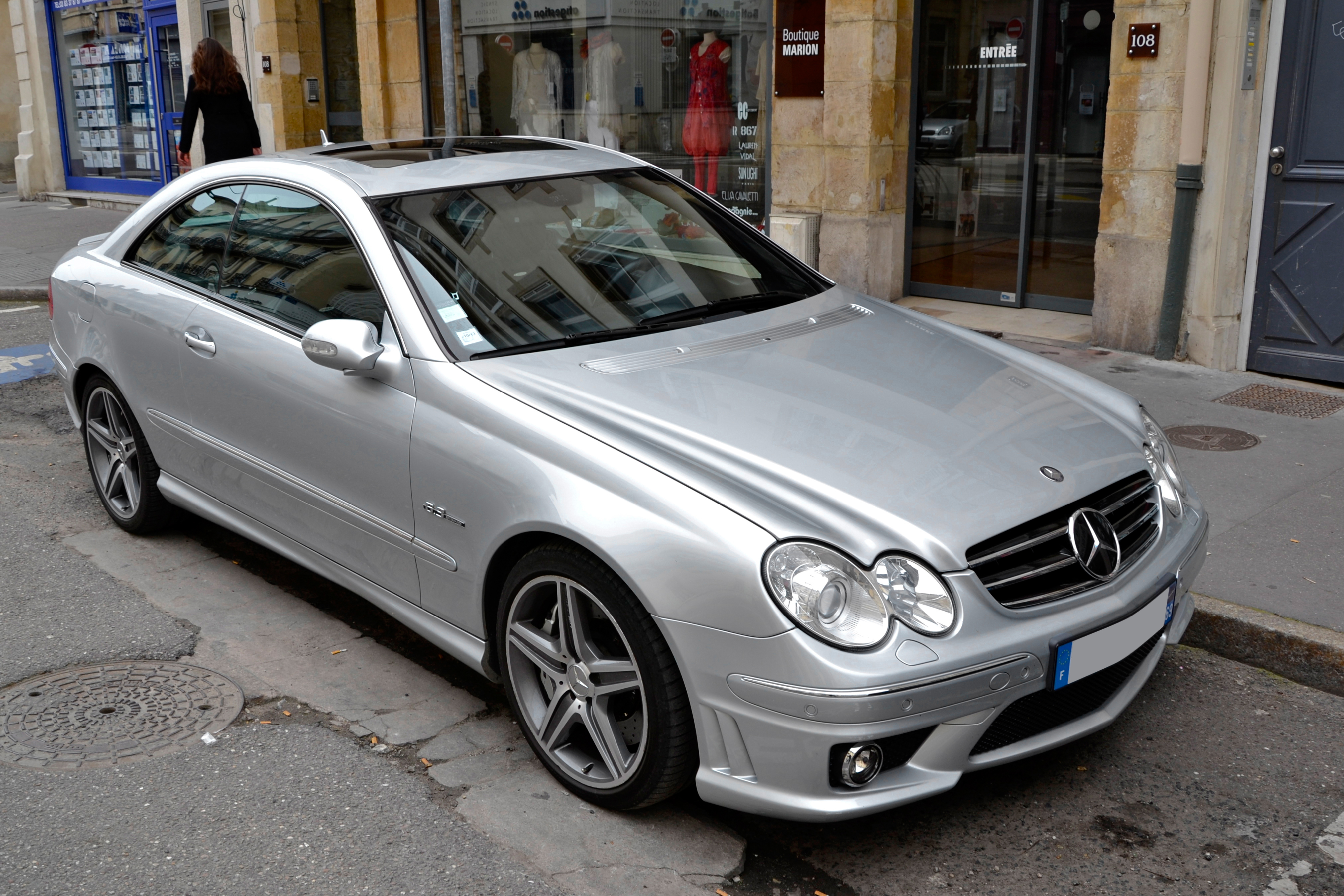
Mercedes-Benz CLK 63 AMG

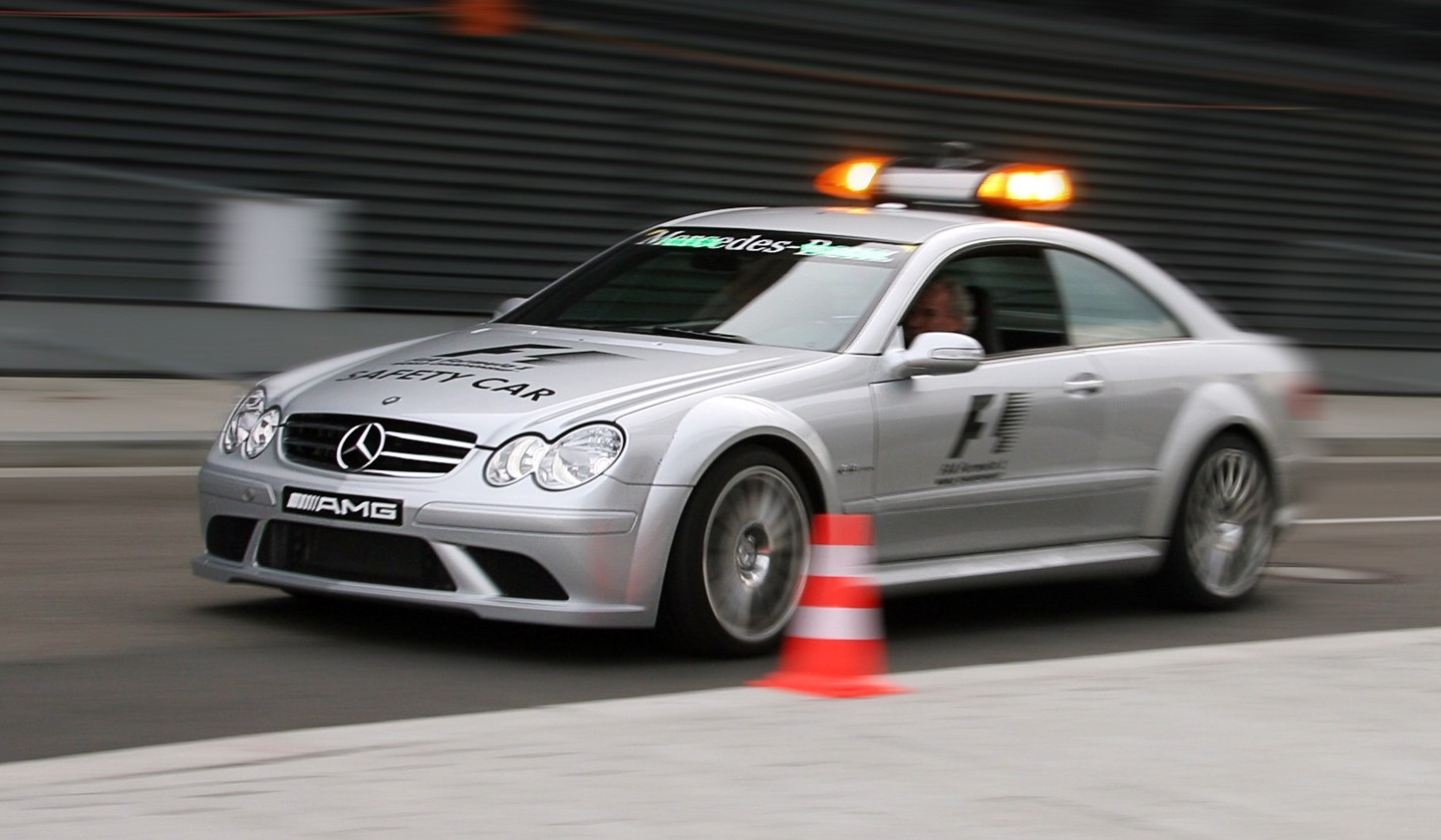
Mercedes-Benz CLK 63 AMG F1 Safety Car

Автомобіль Mercedes-Benz CLK 63 AMG був представлений у 2006 році на заміну CLK 55 AMG. Він оснащувався 6.2 літровим двигуном конфігурації V8, що працює в парі з 7-ступінчастою автоматичною коробкою передач. Потужність CLK 63 становила 481 к.с. (354 кВт, +31% до продуктивності порівняно з попередником), крутний момент дорівнював 630 Нм (+23% порівняно з попередником). Автомобіль випускався як у кузові купе, і кабріолет.
Mercedes-Benz CLK 63 AMG використовувався як автомобіль безпеки Формули-1 у 2006 та 2007 роках. Швидкість розгону від 0 до 100 км/год становила 4.3–4.1 секунди. На базі CLK 63 AMG F1 Safety Car, було створено модель CLK 63 AMG Black Series, яка мала форсований, в порівнянні з базовою моделлю двигун, який видавав 507 к.с. та той же аеродинамічний обвіс, що використовувався в автомобілі безпеки F1.

### Black Series

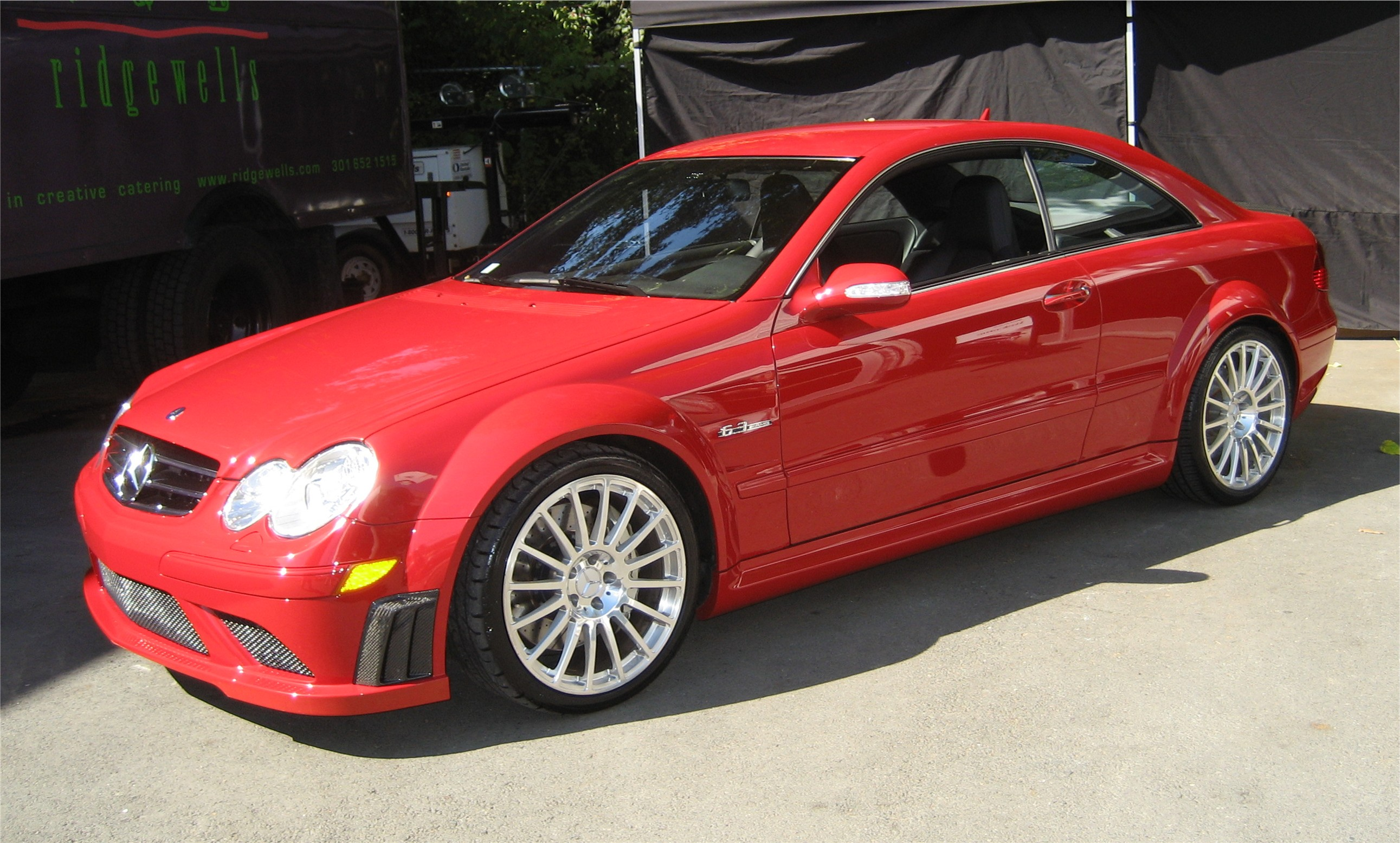
Mercedes-Benz CLK 63 AMG Black Series

Автомобіль CLK63 AMG Black Series вироблявся з 2007 до 2009 року. Його вага була значно більшою, ніж автомобіля, на якому він заснований, проте його швидкість і продуктивність були вищими завдяки оновленому диференціалу, модифікованому двигуну, а також іншим модифікаціям. Модель оснащувалась 6.2-літровим V8 двигуном з 7-ступінчастою автоматичною коробкою передач AMG SpeedShift і розвивала потужність 507 к.с. (373 кВт) при 6800 об/хв і момент, що крутить, 630 Нм. Швидкість розгону від 0 до 100 км/год становила 4.1 секунд.
Модифікації включають видалення заднього ряду сидінь, модернізовану задню вісь, нові пружини шасі та систему підвіски, що повністю регулюється. Максимальна швидкість автомобіля обмежена електронікою на позначці 300 км/год. Модель оснащується 9.0x19 задніми та 9.5x19 передніми легкосплавними колісними дисками з шинами Pirelli PZero Corsa tires розмірністю 265/30 R19 спереду та 285/30 R19 ззаду.

### CLK DTM AMG

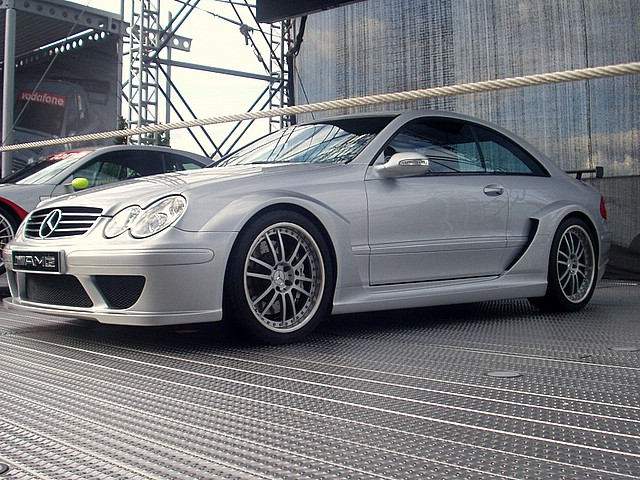
Mercedes-Benz CLK DTM AMG (2004)

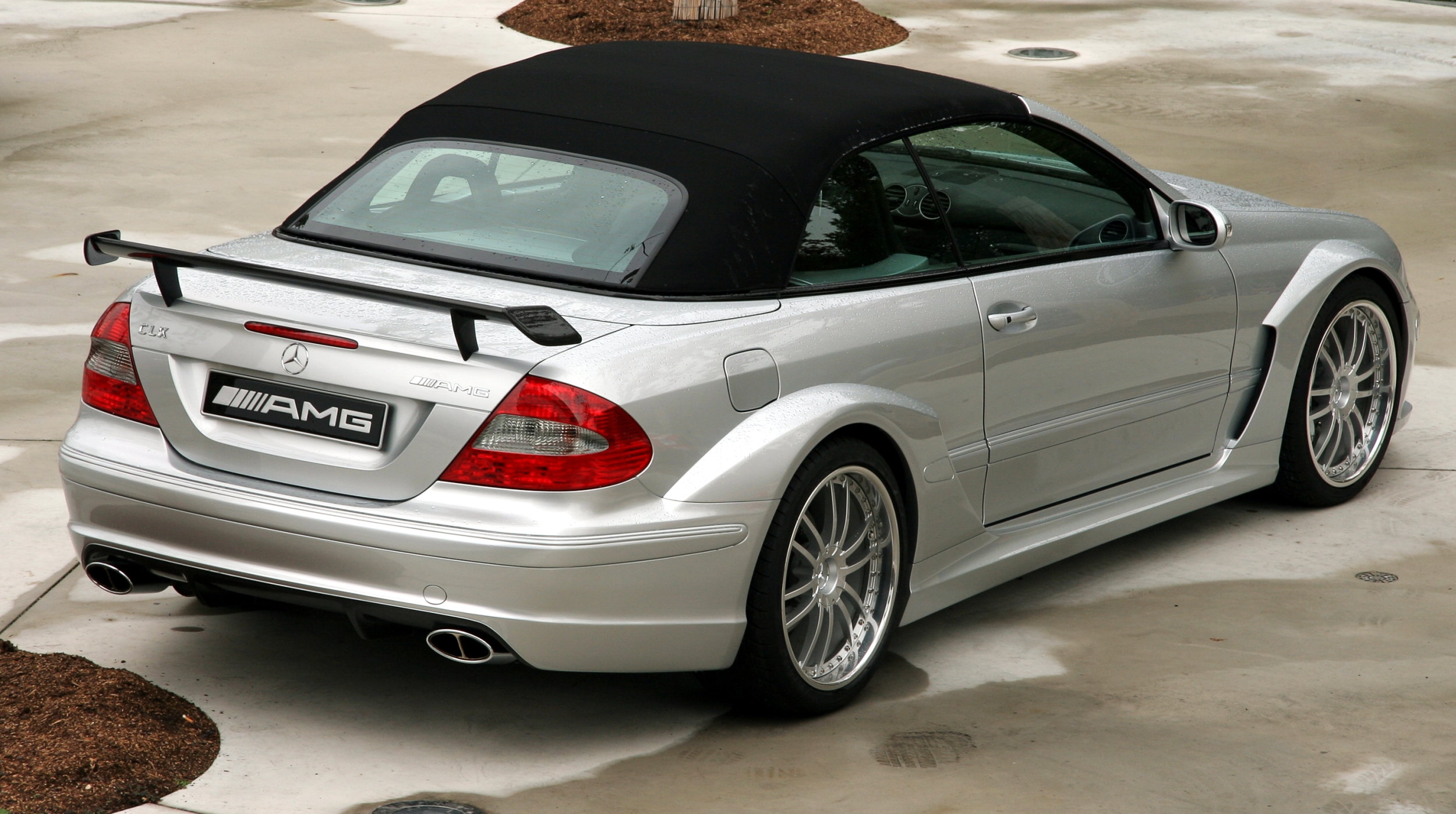
Mercedes-Benz CLK DTM AMG Cabriolet (2006)

У 2004 році був представлений спорткар на базі моделі C209 CLK-класу - Mercedes-Benz CLK DTM AMG, створений на честь перемог в гонках Deutsche Tourenwagen Masters у 9 із 10 гонок у сезоні DTM 2003 року. Найшвидший 4-місний кабріолет на момент випуску.
У Європі автомобіль продавався з AMG двигуном V8 робочим об'ємом 5.4 л і встановленим нагнітачем. Потужність силового агрегату становила 582 к.с. (428 кВт), а крутний момент дорівнював 800 Нм. Розгін до 100 км/год становив 3.9 секунд, максимальна швидкість була обмежена електронікою до 320 км/год (200 миль/год).
Виробництво автомобіля було закінчено у 2006 році. Усього за короткий проміжок часу було випущено 100 версій у кузові купе та 80 кабріолетів.

## Продажі
Нижче наведено дані про продажі CLK в Європі та Сполучених Штатах:

| рік     | Європа  | США     |
| ------- | ------- | ------- |
| 2002    | 35,777  | 17,251  |
| 2003    | 54,305  | 19,230  |
| 2004    | 47,690  | 22,556  |
| 2005    | 34,601  | 18,227  |
| 2006    | 27,547  | 16,415  |
| 2007    | 22,117  | 15,009  |
| 2008    | 14,520  | 10,844  |
| 2009    | 8,416   | 7,150   |
| 2010    | 221     | 585     |
| Всього: | 245,194 | 127,627 |